# Mercedes Cup 1993
Il Mercedes Cup 1993 è stato un torneo di tennis giocato sulla terra rossa. È stata la 16ª edizione del Mercedes Cup, che fa parte della categoria Championship Series nell'ambito dell'ATP Tour 1993. Si è giocato a Stoccarda in Germania, dal 19 al 25 luglio 1993.

## Campioni

### Singolare
Magnus Gustafsson ha battuto in finale  Michael Stich con il punteggio di 6–3, 6–4, 3–6, 4–6, 6–4

### Doppio
Tom Nijssen /  Cyril Suk hanno battuto in finale  Gary Muller /  Piet Norval con il punteggio di 7–6, 6–3